# Élections régionales de 2016 en Rhénanie-Palatinat
Les élections régionales de 2016 en Rhénanie-Palatinat (en allemand : Landtagswahl in Rheinland-Pfalz 2016) se tiennent le 13 mars 2016, afin d'élire les 101 députés de la 17e législature du Landtag, pour un mandat de cinq ans.
Le scrutin est marqué par la victoire du SPD de la ministre-présidente Malu Dreyer, qui confirme sa majorité relative avec un léger recul. Elle assure son maintien au pouvoir en s'associant au FDP et aux Grünen.

## Contexte
Le 28 septembre 2012, le ministre-président Kurt Beck, au pouvoir depuis octobre 1994, annonce sa volonté de se retirer de la vie politique. Un congrès extraordinaire du SPD régional désigne le 10 novembre la ministre du Travail Malu Dreyer pour lui succéder. Elle reçoit l'investiture du Landtag le 16 janvier 2013, devenant la première femme à gouverner le Land de Rhénanie-Palatinat.

## Mode de scrutin
Le Landtag est constitué de 101 députés (en allemand : Mitglied des Landtags, MdL), élus pour une législature de cinq ans au suffrage universel direct et suivant le scrutin proportionnel de Sainte-Laguë.
Chaque électeur dispose de deux voix : la première lui permet de voter pour un candidat de sa circonscription, selon les modalités du scrutin uninominal majoritaire à un tour, le Land comptant un total de 51 circonscriptions ; la seconde voix lui permet de voter en faveur d'une liste de candidats présentée par un parti au niveau du Land.
Lors du dépouillement, l'intégralité des 101 sièges est répartie en fonction des secondes voix récoltées, à condition qu'un parti ait remporté 5 % des voix au niveau du Land. Si un parti a remporté des mandats au scrutin uninominal, ses sièges sont d'abord pourvus par ceux-ci.
Dans le cas où un parti obtient plus de mandats au scrutin uninominal que la proportionnelle ne lui en attribue, la taille du Landtag est augmentée jusqu'à rétablir la proportionnalité.

## Campagne

### Principaux partis et chefs de file
| Parti | Parti                                                                              | Chef de file                           | Résultats de 2011          |
| ----- | ---------------------------------------------------------------------------------- | -------------------------------------- | -------------------------- |
|       | Parti social-démocrate d'Allemagne Sozialdemokratische Partei Deutschlands         | Malu Dreyer (Ministre-présidente)      | 35,7 % des voix 42 députés |
|       | Union chrétienne-démocrate d'Allemagne Christlich Demokratische Union Deutschlands | Julia Klöckner                         | 35,2 % des voix 41 députés |
|       | Alliance 90 / Les Verts Bündnis 90/Die Grünen                                      | Eveline Lemke (Ministre de l'Économie) | 15,4 % des voix 18 députés |

### Sondages
| Institut                | Date       | CDU    | SPD    | Grünen | FDP   | Linke | AfD   |
| ----------------------- | ---------- | ------ | ------ | ------ | ----- | ----- | ----- |
| Institut                | Date       |        |        |        |       |       |       |
| YouGov                  | 10/03/2016 | 36 %   | 35 %   | 6 %    | 6 %   | 4 %   | 11 %  |
| Forsa                   | 09/03/2016 | 35 %   | 35 %   | 6 %    | 6 %   | 4 %   | 9 %   |
| INSA                    | 07/03/2016 | 35 %   | 35 %   | 7 %    | 5 %   | 3 %   | 9 %   |
| Forschungsgruppe Wahlen | 04/03/2016 | 35 %   | 34 %   | 6 %    | 6 %   | 4 %   | 10 %  |
| Infratest dimap         | 03/03/2016 | 36 %   | 34 %   | 7 %    | 5 %   | 4 %   | 9 %   |
| Infratest dimap         | 01/03/2016 | 36 %   | 32 %   | 8 %    | 6 %   | 4 %   | 9 %   |
| INSA                    | 28/02/2016 | 35 %   | 32,5 % | 10 %   | 6 %   | 4 %   | 8,5 % |
| GESS Phone & Field      | 25/02/2016 | 37 %   | 33 %   | 8 %    | 5 %   | 3 %   | 9 %   |
| INSA                    | 22/02/2016 | 35 %   | 33 %   | 9 %    | 7 %   | 4 %   | 8,5 % |
| Infratest dimap         | 11/02/2016 | 37 %   | 31 %   | 8 %    | 6 %   | 4 %   | 9 %   |
| INSA                    | 05/02/2016 | 36 %   | 32 %   | 10 %   | 6 %   | 3 %   | 8 %   |
| Forschungsgruppe Wahlen | 22/01/2016 | 38 %   | 31 %   | 7 %    | 5 %   | 5 %   | 9 %   |
| Infratest dimap         | 14/01/2016 | 37 %   | 31 %   | 9 %    | 5 %   | 5 %   | 8 %   |
| Infratest dimap         | 10/12/2015 | 39 %   | 31 %   | 9 %    | 5 %   | 5 %   | 7 %   |
| INSA                    | 25/11/2015 | 38,5 % | 31 %   | 11 %   | 4,5 % | 3,5 % | 7 %   |
| GESS Phone & Field      | 19/11/2015 | 40 %   | 33 %   | 9 %    | 5 %   | 3 %   | 5 %   |
| Forschungsgruppe Wahlen | 06/11/2015 | 41 %   | 30 %   | 8 %    | 4 %   | 5 %   | 6 %   |
| Infratest dimap         | 24/09/2015 | 41 %   | 31 %   | 10 %   | 5 %   | 5 %   | 4 %   |
| Dernières élections     | 27.03.2011 | 35,2 % | 35,7 % | 15,4 % | 4,3 % | 3,0 % | –     |

## Résultats

### Voix et sièges
|                          |                                                 |                                                 |                  |                  |                  |                  |           |       |        |              |               |  |  |  |
| Partis                   | Partis                                          | Partis                                          | Circonscriptions | Circonscriptions | Circonscriptions | Circonscriptions | Liste     | Liste | Liste  | Total sièges | +/-           |  |  |  |
| Partis                   | Partis                                          | Partis                                          | Votes            | %                | Sièges           | +/−              | Votes     | %     | Sièges | Total sièges | +/-           |  |  |  |
|                          | Parti social-démocrate d'Allemagne (SPD)        | Parti social-démocrate d'Allemagne (SPD)        | 759 264          | 36,05            | 27               | 4                | 771 848   | 36,23 | 12     | 39           | 3             |  |  |  |
|                          | Union chrétienne-démocrate d'Allemagne (CDU)    | Union chrétienne-démocrate d'Allemagne (CDU)    | 733 764          | 34,84            | 24               | 4                | 677 507   | 31,80 | 11     | 35           | 6             |  |  |  |
|                          | Alternative pour l'Allemagne (AfD)              | Alternative pour l'Allemagne (AfD)              | 147 699          | 7,01             | 0                | en stagnation    | 268 628   | 12,61 | 14     | 14           | 14            |  |  |  |
|                          | Parti libéral-démocrate (FDP)                   | Parti libéral-démocrate (FDP)                   | 143 850          | 6,83             | 0                | en stagnation    | 132 294   | 6,21  | 7      | 7            | 7             |  |  |  |
|                          | Alliance 90 / Les Verts (Grünen)                | Alliance 90 / Les Verts (Grünen)                | 135 722          | 6,44             | 0                | en stagnation    | 113 261   | 5,32  | 6      | 6            | 12            |  |  |  |
|                          | Die Linke (Linke)                               | Die Linke (Linke)                               | 77 341           | 3,77             | 0                | en stagnation    | 59 970    | 2,81  | 0      | 0            | en stagnation |  |  |  |
|                          | Électeurs libres (FW)                           | Électeurs libres (FW)                           | 84 945           | 4,03             | 0                | en stagnation    | 47 924    | 2,25  | 0      | 0            | en stagnation |  |  |  |
|                          | Parti des pirates (PIRATEN)                     | Parti des pirates (PIRATEN)                     | 5 385            | 0,26             | 0                | en stagnation    | 16 708    | 0,78  | 0      | 0            | en stagnation |  |  |  |
|                          | Alliance pour le progrès et le renouveau (ALFA) | Alliance pour le progrès et le renouveau (ALFA) | 6 066            | 0,29             | 0                | en stagnation    | 13 154    | 0,62  | 0      | 0            | en stagnation |  |  |  |
|                          | Parti national-démocrate d'Allemagne (NPD)      | Parti national-démocrate d'Allemagne (NPD)      | 2 602            | 0,12             | 0                | en stagnation    | 10 565    | 0,50  | 0      | 0            | en stagnation |  |  |  |
|                          | Parti écologiste-démocrate (ÖDP)                | Parti écologiste-démocrate (ÖDP)                | 7 770            | 0,37             | 0                | en stagnation    | 8 623     | 0,40  | 0      | 0            | en stagnation |  |  |  |
|                          | Les Républicains (REP)                          | Les Républicains (REP)                          | 638              | 0,03             | 0                | en stagnation    | 5 090     | 0,24  | 0      | 0            | en stagnation |  |  |  |
|                          | Autres                                          | Autres                                          | 999              | 0,05             | 0                | en stagnation    | 5 049     | 0,24  | 0      | 0            | en stagnation |  |  |  |
|                          |                                                 |                                                 |                  |                  |                  |                  |           |       |        |              |               |  |  |  |
| Votes valides            | Votes valides                                   | Votes valides                                   | 2 106 045        | 97,43            |                  |                  | 2 130 621 | 98,57 |        |              |               |  |  |  |
| Votes blancs et nuls     | Votes blancs et nuls                            | Votes blancs et nuls                            | 55 461           | 2,57             | 30 885           | 1,43             |           |       |        |              |               |  |  |  |
| Total                    | Total                                           | Total                                           | 2 161 506        | 100              | 51               | en stagnation    | 2 161 506 | 100   | 50     | 101          | en stagnation |  |  |  |
| Abstentions              | Abstentions                                     | Abstentions                                     | 910 466          | 29,65            |                  |                  | 910 466   | 29,65 |        |              |               |  |  |  |
| Inscrits / participation | Inscrits / participation                        | Inscrits / participation                        | 3 071 972        | 70,35            | 3 071 972        | 70,35            |           |       |        |              |               |  |  |  |

### Analyse
Contrairement à ce que les sondages indiquaient, le SPD de la ministre-présidente Malu Dreyer reste la première force politique du Land et réalise un résultat comparable au scrutin précédent. Le revers subi par la « coalition rouge-verte » au pouvoir est surtout à mettre au crédit des Grünen de la vice-ministre-présidente Eveline Lemke, qui divisent leur résultat par trois et sauvent de justesse leur représentation parlementaire, cinq ans seulement après avoir établi leur record en voix et sièges. La CDU de Julia Klöckner, vice-présidente fédérale du parti, subit elle aussi une déconvenue. Échouant à reprendre la première place, elle se laisse distancer par le SPD et réalise son plus mauvais résultat régional. Le principal succès se situe du côté de l'AfD, qui atteint la troisième place pour sa première participation à une élection parlementaire régionale en Rhénanie-Palatinat. Son score représente le double de celui du FDP, qui réussit à faire son retour au Landtag après cinq années d'absence.

#### Sociologique
| Catégorie                      | SPD  | CDU  | AfD  | FDP  | Grünen | Linke |
| ------------------------------ | ---- | ---- | ---- | ---- | ------ | ----- |
| Catégorie                      |      |      |      |      |        |       |
| Sexe                           |      |      |      |      |        |       |
| Hommes                         | 34 % | 31 % | 15 % | 7 %  | 5 %    | 3 %   |
| Femmes                         | 39 % | 33 % | 9 %  | 6 %  | 6 %    | 2 %   |
| Âge                            |      |      |      |      |        |       |
| Moins de 30 ans                | 33 % | 25 % | 14 % | 5 %  | 9 %    | 6 %   |
| 30-44 ans                      | 33 % | 29 % | 16 % | 6 %  | 6 %    | 3 %   |
| 45-59 ans                      | 36 % | 29 % | 15 % | 5 %  | 7 %    | 3 %   |
| Plus de 60 ans                 | 40 % | 39 % | 7 %  | 8 %  | 2 %    | 2 %   |
| Statut                         |      |      |      |      |        |       |
| Ouvrier                        | 39 % | 26 % | 18 % | 4 %  | 4 %    | 3 %   |
| Employé                        | 39 % | 31 % | 11 % | 6 %  | 6 %    | 3 %   |
| Fonctionnaire                  | 34 % | 41 % | 8 %  | 7 %  | 6 %    | 2 %   |
| Indépendant                    | 25 % | 39 % | 13 % | 11 % | 6 %    | 3 %   |
| Études                         |      |      |      |      |        |       |
| Hauptschulabschluss            | 41 % | 32 % | 12 % | 6 %  | 2 %    | 2 %   |
| Mittlere Reife                 | 35 % | 31 % | 17 % | 5 %  | 3 %    | 3 %   |
| Abitur (baccalauréat)          | 32 % | 32 % | 13 % | 6 %  | 7 %    | 4 %   |
| Hochschulabschluss (supérieur) | 35 % | 31 % | 8 %  | 9 %  | 10 %   | 3 %   |

### Réactions
Les partis de la coalition sortante proposent au FDP de les rejoindre afin de former une coalition en feu tricolore. Le 30 mars, le FDP décide à l'unanimité d'entamer des négociations avec les sociaux-démocrates et les écologistes. Ils parviennent à un accord programmatique le 21 avril, seuls restant à répartir les différents ministères.

### Conséquences
Le 18 mai 2016, Malu Dreyer est investi ministre-présidente de Rhénanie-Palatinat et forme son second cabinet.